# Campinaçu
Campinaçu este un oraș în Goiás (GO), Brazilia.